# Architekturális vetítés

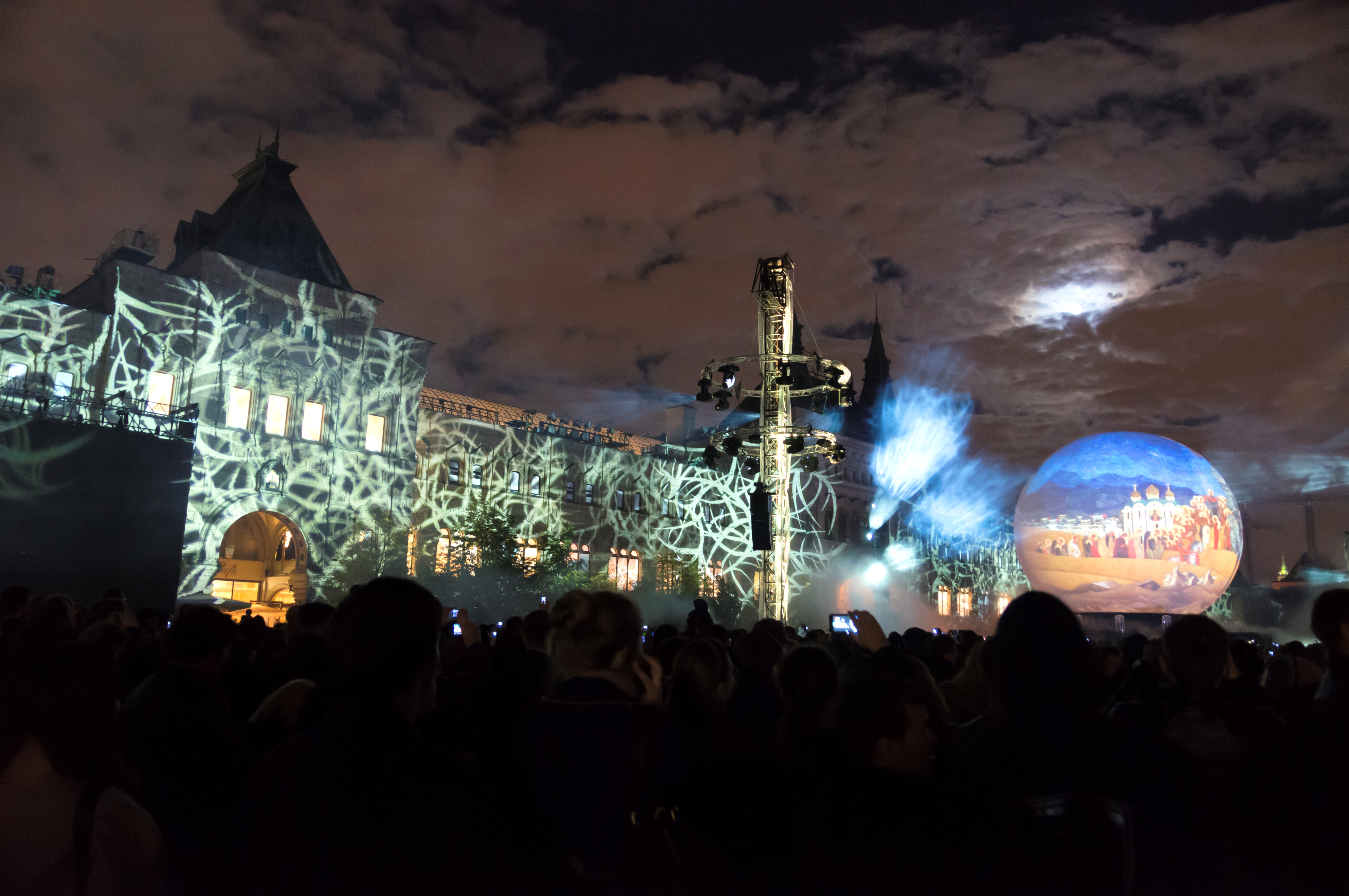

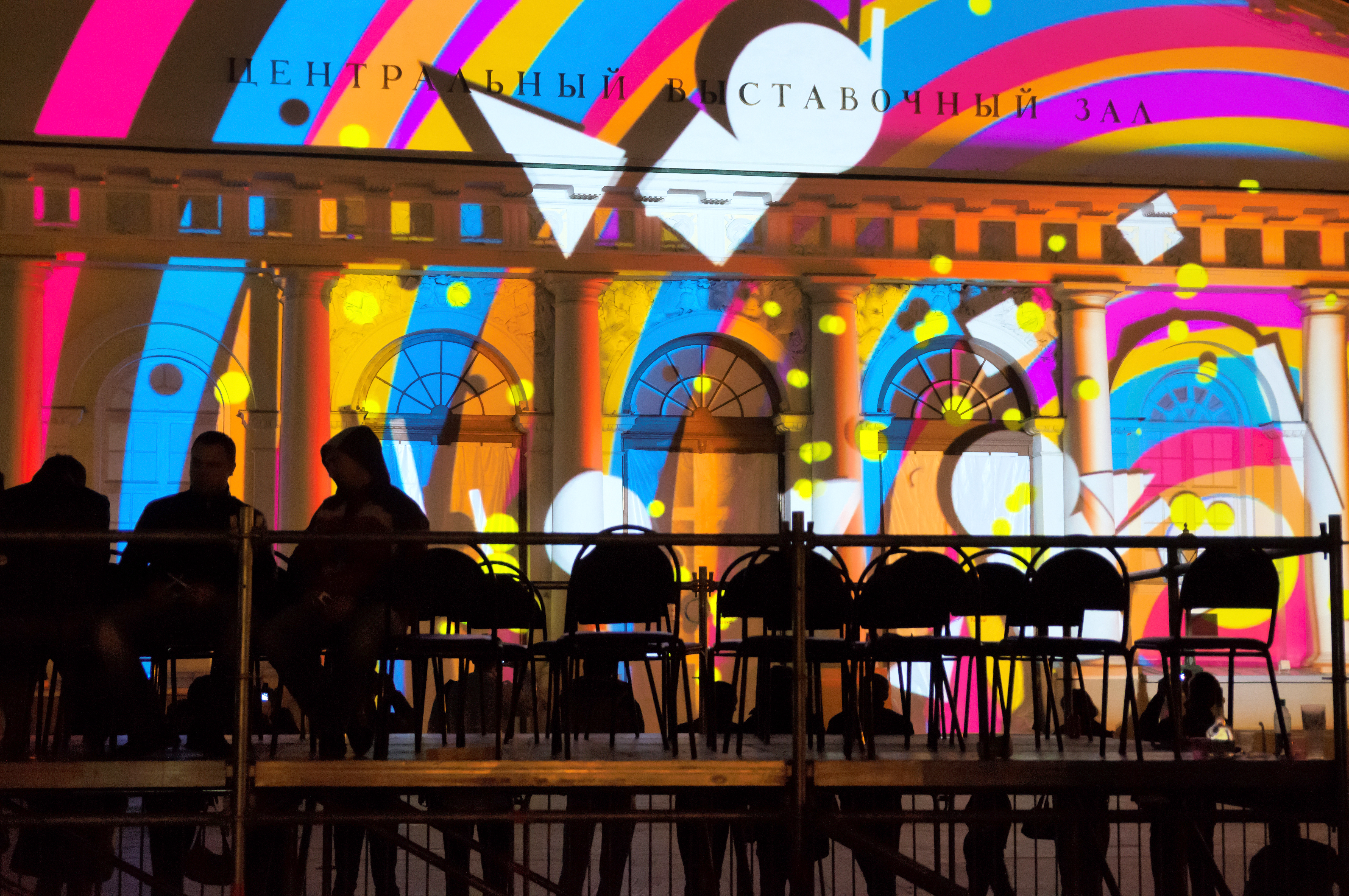

A vetítés (a projektorok története) és a fénnyel foglalkozó tudomány és művészet megközelítéseiből alakult ki az architekturális vetítés, mint művészeti forma, a 20. században. Kialakuláshoz több több terület párhuzamos fejlődése játszott fontos szerepet.

## A technika
A vetítés elmélete az 1400-as évekig vezethető vissza. Tudósok és művészek kísérletei során alakult ki a vetítés gyakorlati megvalósítása. A camera obscura (már Leonardo da Vinci is használta), a laterna magica (1600-as évek), a praxinoszkóp, a diorámán és fotográfián keresztül (1800-as évek közepe és második fele), az Edison előtti elektromos fény, illetve később az Thomas Alva Edison közreműködésével létrehozott kinetoszkóp és a Lumière testvérek által 1895-ben létrehozott kinematográfja (az első mozik megjelenése) óta  a vetítés technikai háttere megoldott. Napjainkban, a DLP technológiás nagy fényerejű projektorok lehetőséget biztosítanak a kültéri vetítésekhez.
A színházakban 1837-től kezdődően kezdték használni az irányított fényt (rivaldafény), kalcium oxid égetésével, majd később az elektromos fényágyúk segítségével nem csak színpadi világítást, hanem sok esetben „díszletfestésre” is használták (l. például a Hold megjelenítése). Ezekből a lámpákból alakultak ki a mai nagy teljesítményű diavetítők is.
A számítógépes grafika és 3d animációkészítés lehetőségének az elterjedése

## A művészet
Az 1920-as években Moholy-Nagy László már foglalkozott a fény által történő térmódosítás lehetőségével, erejével. 1931-ben alkotta meg a Fény-Tér-Modulátor kinetikus installációt, amelyben összegzi a fény alakítási lehetőségeit. Mint az bizonyos vázlatokból, rajzokból kiderül, Moholy szívesen vetített volna épületekre úgy, hogy bizonyos részeit „eltüntesse”.
1980 Michael Naimark "Displacements" című installációja gyakorlatilag az első video mapping. (objektum-vetítés).
A nagy teljesítményű diavetítők elterjedésével nagyon komoly, nagyméretű vetítéseket hoztak létre főként koncertek háttereként szolgáló vizuális élményként. Egyik legnagyobb méretű diavetítés a NASA 20. évfordulója alkalmából megtartott Jean-Michel Jarre-koncerthez készült 1986-ban.
A műfaj elterjedt, sok művész használta ezt a technológiát, terek, épületek bevetítésére.
Hazai képviselői e műfajnak a Raypainting volt. (Matáv székház, Deák Tér, Erzsébet Híd stb.).
Az állókép viszont egyre inkább kevésnek bizonyult a dinamikus életvitelünk, dinamikus tartalmakat kívánt és innentől, már csak a technikát kellett bevárni, hogy a videóprojektorok fényereje „felnőjön” a diavetítők fényerejéhez, alkalmassá téve a kültéri videóvetítést.
Nagyjából 2005 óta léteznek igazán jó fényerejű videóprojektorok és végre már lehetett kísérletezni az architekturális vetítéssel. (Voltak már korábban kültéri, nagyméretű videóvetítés próbálkozások, de azok igen gyenge fényerejű kísérleteknek bizonyultak).
A formabontó videóvetítéseket Vj-k (Visual Jockey-k) kezdték el, amikor unalmassá vált a vászonra való vetítés, így elkezdtek különböző formákra vetíteni. Az új felületen a vetített kép „szétesett”, izgalmassá téve a látványt és kizökkentve a nézőt a megszokott (passzív) szemlélő státuszából, ezúttal részt kell vegyen a képek értelmezésében. Az egyik úttörő csapata e műfajnak az AntiVj. (http//:www.antivj.com)
A 3d animáció, mint művészek által használt eszköz, lehetővé tette az architekturális vetítés, mint műfaj komolyabb alkalmazását és napjainkban már olyan komplex vetítéseket készítenek, ahol már a néző nehezen érzékeli a valódi és a virtuális határvonalát. Ezt úgy érik el, hogy a valódi teret megépítik 3d-ben és azt majd visszavetítik   a valódi épületre. A virtuális 3d animáció visszavetítése a valódi 3d-s térre és a kettő kombinálásából adódó játék értelmezését a néző már nem tudja a hagyományos módszerekkel értelmezni, az érzékei cserben hagyják (hiszen a vetített kép módosítja a vetített felületet), tehát a nézőt kizökkenti az érzékelés hagyományos, eddig megszokott észlelési és értelmezési sémákból, a nézőt új értelmezési folyamatra készteti!

## A műfaj kitalálói és legkomolyabb képviselői
- vvvv
- AntiVj
- Pablo Velbuena
- Exyzt
- 1024Architecture[1]
- Nuformer
- Urban Screen
- Bordos Artworks
- Apparatti Efimeri
- Seeper
- Silvaseta

### A reklámipar  nagyjai
- Easyweb
- Neoproj

### A műfaj magyarországi képviselői
- Bordos Artworks, Ivo3d, Neonedge, Kiégő Ízzók

## Kiemelt fesztiválok, amelyek foglalkoznak az új műfajjal
- Mapping Festival (Genf)[2]
- Todays Art Festival (Hága)[3]